# أرلان
أرلان هي قرية في مقاطعة مرند، إيران. عدد سكان هذه القرية هو 1,983 في سنة 2006.